# Gymnoscelis festiva
Gymnoscelis festiva är en fjärilsart som beskrevs av W. Warren 1903. Gymnoscelis festiva ingår i släktet Gymnoscelis och familjen mätare. Inga underarter finns listade i Catalogue of Life.